# Resolució 2232 del Consell de Seguretat de les Nacions Unides
La Resolució 2232 del Consell de Seguretat de les Nacions Unides fou adoptada per unanimitat el 28 de juliol de 2015. El Consell va renovar el mandat de l'AMISOM i de la UNSOM a Somàlia fins al 30 de maig de 2016.

## Contingut
El Consell lamentava l pèrdua de vides de civils i de soldats de la Unió Africana en la lluita contra Al-Xabab i la mort de personal de l'ONU en un atac terrorista a Garowe. Es va acordar amb el secretari general que la situació a Somàlia no era prou segura per a una força de manteniment de la pau de l'ONU. D'aquesta manera, el permís per a la força de pau de la Unió Africana, establerta el 2007 i de 22.000 efectius, es va renovar fins al 30 de maig de 2016. El mandat de la missió de suport UNSOM també es va ampliar fins a aquesta data.
A més, l'ONU va continuar donant suport a la logística AMISOM. Durant aquest període la força de pau havia de fer possible un procés de pau per continuar lluitant contra Al-Xabab i proporcionar seguretat. Amb aquesta finalitat ha treballat conjuntament amb l'Exèrcit Nacional Somali, que comptava amb 10.900 homes. La missió també es reestructurarà per treballar de manera més eficient. Mentrestant, Al-Xabab era més actiu al Puntland autònom, i es va considerar l'extensió del suport de l'ONU a l'exèrcit somali als 3.000 homes de Puntland.
El 2016, el govern somali havia planejat convocar eleccions. El Consell continuava preocupat per les violacions dels drets humans, la impunitat i la crisi humanitària al país.